# Lijst van voormalige dagbladen in Vlaanderen
Deze lijst van voormalige dagbladen vermeldt de namen van naoorlogse Vlaamse (ook Franstalig Vlaamse) dagbladen die niet meer verschijnen. De meeste zijn ten gevolge van fusies verdwenen. In sommige gevallen leeft de naam voort in de titel van de fusiekrant, of als ondertitel of katern van de krant waarin hij is opgegaan. Andere dagbladen zijn van naam veranderd (hier betreft het dus de titel en niet de krant zelf die is opgeheven), en weer andere zijn voortgezet als weekblad of als andersoortig periodiek.

## Lijst
- Het Algemeen Nieuws

Verscheen van 1940 tot 1944
- De Antwerpse Gids

Ontstaan uit De Nieuwe Standaard, werd overgenomen door Het Volk - einde titel in 1975
- Financieel-Economische Tijd (Antwerpen)

In 2004 voortgezet als De Tijd
- La Flandre Libérale (Gent)

Opgeheven in 1974
- Gazet van Mechelen

Fuseerde in november 1996 met de Gazet van Antwerpen
- Het Handelsblad (Antwerpen)

In 1979 opgegaan in Het Nieuwsblad
- De Landwacht

Ging in 1978 op in De Gentenaar
- Le Matin (Antwerpen)

Opgeheven in 1974
- La Métropole (Antwerpen)

Opgeheven in 1974
- De Nieuwe Gids

Ontstaan uit De Nieuwe Standaard, werd overgenomen door Het Volk - einde titel in 1995
- De Nieuwe Standaard (Brussel)

Bestond van 1945 tot 1947, werd vervangen door De Nieuwe Gids
- Het Nieuws van den Dag (Brussel)

Opgeheven in 1965
- Le Peuple (Brussel)

Opgeheven in 1998
- Volksgazet (Antwerpen)

In 1978 voortgezet als De Morgen
- Vooruit (Gent)

In 1978 samen met de Volksgazet voortgezet als De Morgen - einde titel in 1989
- 't Vrije Volksblad

Overgenomen door Het Nieuws van den Dag in 1948 - einde titel in 1966